# 2P/Encke

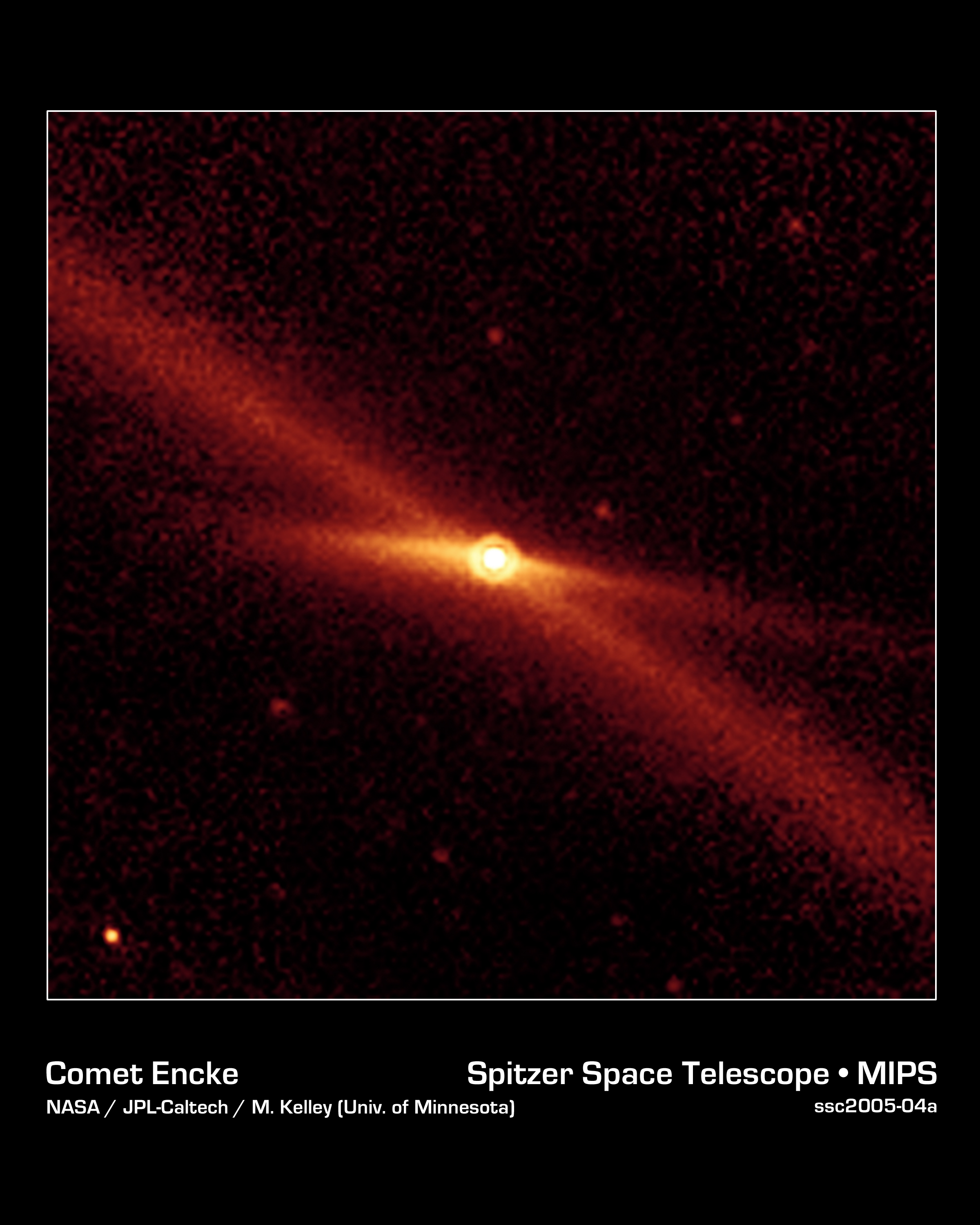
Imagen de Encke tomada por el Telescopio espacial Spitzer, y su leve rastro de luz infrarroja.

El cometa Encke o cometa de Encke (designación oficial: 2P/Encke) es un cometa periódico que completa una órbita alrededor del Sol cada 3,3 años. Es conocido por tener el período más corto de un cometa razonablemente brillante (el cometa del cinturón principal 311P/PANSTARRS, más débil, tiene un período de 3,2 años).
Encke fue registrado por primera vez por Pierre Méchain en 1786, pero no fue reconocido como un cometa periódico hasta 1819, cuando Johann Franz Encke calculó su órbita. Al igual que el cometa Halley, fue designado de forma inusual con el nombre del astrónomo que calculó su órbita, y no con el nombre de su descubridor como es habitual. Como la mayoría de los cometas, tiene un albedo muy bajo, reflejando solo el 4.6% de la luz que recibe. El diámetro del núcleo de Encke es de 4,8 km.

## Descubrimiento
Como indica el número 2 de su designación oficial, el cometa de Encke fue el segundo cometa periódico descubierto, después del cometa Halley (designado 1 P/Halley). Fue observado independientemente por varios astrónomos. Así, se sabe que Caroline Herschel lo divisó en una segunda visita (en 1795) y Jean-Louis Pons en una tercera ocasión (en 1818). Su órbita fue calculada por Johann Franz Encke, que a través de laboriosos cálculos fue capaz de vincular observaciones de cometas en 1786 (designado 2P/1786 B1), 1795 (2P/1795 V1), 1805 (2P/1805 U1) y 1818 (2P/1818 W1) al mismo objeto. En 1819 publicó sus conclusiones en la revista Correspondance astronomique y predijo correctamente su vuelta en 1822 (2P/1822 L1). Fue divisado de nuevo por Karl Rümker desde el Observatorio de Sídney el 2 de junio de 1822, confirmando los cálculos de Encke.

### Historia detallada del descubrimiento
El cometa Encke fue visto por primera vez en París el 17 de enero de 1786 por Pierre Méchain (1744-1804), próximo a la estrella Beta Aquarii (Sadalsuud). Al día siguiente, comunicó su descubrimiento a Charles Messier (1730-1817), quien observó el cometa el día 19, fecha en que también fue divisado por Jean-Dominique, conde de Cassini (1748-1845). Tenía un núcleo brillante, pero carecía de cola.
El 17 de noviembre de 1795, Caroline Herschel (1750-1848) descubrió un cometa débil, sin núcleo, más con una ligera condensación central de luz, cerca de la estrella Gamma Cygni (Sadr); apenas era visible a simple vista. Ese mismo cometa fue observado durante el mes de noviembre por el astrónomo alemán Johann Elert Bode (1747-1826), por el francés Alexis Bouvard (1767-1834) y por el médico y astrónomo aficionado alemán Heinrich Wilhelm Olbers (1758-1840). La órbita de este astro dejó perplejo a los calculadores, ya que no podían traducir las observaciones con ayuda de una parábola.
Uno de los observadores más laboriosos y de los que más se dedicaron al descubrimiento de los cometas, fue Jean Louis Pons (1761-1831). A los treinta y nueve años, Pons era portero del Observatorio de Marsella; localizó su primer cometa en 1801; en 1813 llevaba descubiertos una docena de ellos, ascendiendo de portero a ayudante de astrónomo. En 1819 dejó el Observatorio de Marsella para irse de director al Observatorio real de Lucca.
El 26 de noviembre de 1818, Pons descubrió un cometa telescópico en la constelación de Pegaso, y como permaneció visible durante cerca de siete semanas, hasta el 12 de enero de 1819, se pudo obtener una larga serie de observaciones y cuyos elementos parabólicos, comparados a los de los cometas catalogados en aquella época, hicieron sospechar que había sido visto en 1805, y que el mismo Pons ya lo había observado. La sospecha de que pudiera tratarse del mismo cometa se le ocurrió a Dominique Arago (1786-1853) director del Observatorio de París, cuando Bouvard lo presentó en el Bureau des Longitudes, pues los elementos orbitales de los dos astros eran muy semejantes.
En 1819, el astrónomo alemán y director del observatorio de Gotha, Johann Encke (1791-1865), demostró que a dicho cometa no podía convenirle en modo alguno una órbita parabólica y acometió la empresa de determinar rigurosamente los elementos utilizando el método de Gauss, gracias al cual se había podido recuperar el primer asteroide, Ceres, perdido poco después de su descubrimiento. Y halló que la órbita era elíptica con un periodo de tres años y medio. Al consultar un catálogo, le llamaron la atención las similitudes entre los elementos que había calculado y los de los cometas de 1786, 1795 y 1805, y pensó que podía tratarse del mismo astro. Para demostrarlo, había que calcular, retrocediendo en el tiempo, los efectos de las perturbaciones planetarias; cosa que hizo con éxito, realizando un esfuerzo extraordinario, en seis semanas. Entre 1786 y 1818 el cometa había pasado siete veces por el perihelio sin ser visto. Este extraordinario trabajo de cálculo ha sido premiado por la posteridad vinculando el nombre de Encke al cometa; aunque el propio Encke, modestamente, lo llamó siempre el cometa de Pons. En 1824 se le concedió a Encke la medalla de oro de la Royal Astronomical Society y en esta misma ocasión se envió la medalla de plata a Pons, que lo había descubierto.
El cometa pasó junto a Mercurio en 1838, señalando Encke que la masa de este planeta había de ser muy inferior a la señalada por Pierre Simon Laplace (1749-1827), lo que posteriormente ha sido confirmado.

## Órbita
Los cometas evolucionan hacia  órbitas inestables con el tiempo debido a las perturbaciones y a su desgasificación. Dada la baja inclinación orbital de Encke respecto a la eclíptica y su breve período orbital de 3 años, su órbita es frecuentemente perturbada por los planetas interiores.
La trayectoria de Encke se sitúa a tan solo 0.17309 UA (unos 26 millones de km) de la Tierra (distancia mínima de intersección orbital). El 4 de julio de 1997, Encke pasó a 0.19 UA de la Tierra, y el 29 de junio de 2172 hará una aproximación a unos 0.1735 UA. El 18 de noviembre de 2013, pasó a 0.02496 UA (3.7 millones de km) de Mercurio. Los mayores acercamientos a la Tierra generalmente ocurren cada 33 años.

## Observaciones

Una eyección de masa coronal arranca la cola del cometa Encke

La fallida misión CONTOUR fue lanzada para estudiar los cometas Encke y 73P/Schwassmann-Wachmann.
El 20 de abril de 2007, la misión Stereo observó la cola del cometa Encke formada temporalmente por una tormenta magnética desencadenada por una eyección de masa coronal (una ráfaga de partículas emitidas desde el Sol). La cola creció por detrás debido al continuo desprendimiento de polvo y gas por el cometa.
Se piensa que el objeto próximo a la Tierra 2004 TG10 puede ser un fragmento de Encke.

## Lluvias de meteoros

### Lluvia de meteoros en la Tierra
Se piensa que el cometa Encke es el responsable de varios fenómenos relacionados con lluvias de meteoros conocidas como Táuridas (que aparecen como Táuridas del Norte y del Sur en noviembre, y las Táuridas Beta a finales de junio y principios de julio).

### Lluvia de meteoros en Mercurio
Igualmente, se ha reportado otra lluvia de meteoros ligada a Encke que afecta a Mercurio. Mediciones realizadas desde el satélite de la NASA MESSENGER han revelado que Encke puede contribuir a la temporada de lluvias de meteoros sobre Mercurio. El Instrumento de Análisis Espectroscópico de la Composición de la Atmósfera y la Superficie de Mercurio (MASCS) descubrió picos estacionales de calcio desde que la sonda comenzó a moverse en órbita alrededor del planeta en marzo de 2011.
Los picos en los niveles de calcio se cree que pueden ser originados por las pequeñas partículas de polvo captadas por el planeta. Estas moléculas de calcio se dispersan en la atmósfera en un proceso llamado vaporización de impacto. Sin embargo, el fondo general de polvo interplanetario en el interior del sistema solar no puede explicar solo por sí mismo los picos periódicos de calcio. Esto sugiere que existe una fuente periódica de polvo adicional, por ejemplo, un campo de desechos cometarios.

## Reminiscencias culturales

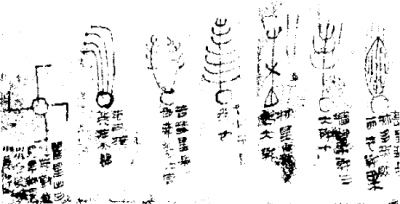
Un atlas astronómico sobre tela de seda de la Dinastía Han, con dibujos de cometas posiblemente relacionados con Encke

Distintas teorías han asociado al cometa Encke con impactos cometarios en la Tierra por un lado y con su importancia cultural por otro.
En relación con el bólido de Tunguska de 1908, probablemente causado por el impacto de un cuerpo cometario, el astrónomo checoslovaco Ľubor Kresák postuló que pudo ser un fragmento del cometa Encke.
Una teoría sostiene que el antiguo símbolo de la esvástica apareció en una variedad de culturas en todo el mundo en un momento similar, y que podría haber sido inspirado por la aparición de un cometa de cuatro colas con una figura similar, siendo la forma de la esvástica una reminiscencia de esta aparición (véase Cometas y el origen de la esvástica). El cometa Encke a veces ha sido identificado como el cometa en cuestión. En su libro de 1982 Cosmic Serpent (página 155) Victor Clube y Bill Napier reprodujeron un catálogo chino antiguo de formas cometarias procedentes de los Textos de Mawangdui, que incluyen un cometa con forma de esvástica, y sugieren que algunos dibujos del cometa fueron relacionados con la desintegración de un posible progenitor de Encke y de la corriente de meteoroides Táuridas. Fred Whipple en su obra Mystery of Comets (1985, página 163) señala que el eje polar del cometa Encke es de solo 5 grados con respecto a su plano orbital: tal orientación es ideal para la formación de un remolino con el aspecto que tanto llamaría la atención en la antigüedad, cuando Encke pudo ser más activo.

## Importancia en la historia científica del éter luminífero
El comportamiento de los períodos de los cometas Encke y Biela se esgrimió como argumento durante la larga polémica cuya evolución llevó a descartar finalmente la teoría del éter luminífero. Durante el siglo XIX el acortamiento observado en sus órbitas se esgrimió en principio como un efecto del arrastre del "éter" a través del que se suponía que orbitaban. Una referencia de la época, afirmaba que:

El cometa de Encke pierde cerca de dos días en cada período sucesivo de 1200 días. El cometa de Biela, con un período dos veces mayor, pierde aproximadamente un día. Es decir, los sucesivos retornos de estos cuerpos son acelerados en estas cantidades. No se ha encontrado ninguna otra causa de esta irregularidad salvo el supuesto efecto del éter.

Puesto que el polo de Encke gira en un período de 81 años, el cometa acelerará la mitad del tiempo y desacelerará durante la otra mitad (ya que la orientación de la rotación de los cometas respecto a la posición relativa desde la que reciben la radiación solar, determina cómo cambia su órbita debido a la emisión de gases hacia adelante o a hacia atrás respecto a su trayectoria). Por supuesto, los autores de este libro de texto de 1860, no podían saber que el polo del cometa vuelve a la misma posición durante un período de tiempo tan largo, o que la desgasificación originara un empuje que cambiase su curso.

## Galería de imágenes
| Imagen del cometa Encke en su máxima aproximación a Mercurio (Foto MESSENGER, 17/11/2013). | Cometa Encke representado por la aplicación Celestia, usando datos adquiridos desde la Tierra. | Otra imagen de Encke y su cola (aplicación Celestia). |

## Estado actual
Este cometa posee en 2017 una edad cometaria de 109 años (un año por cada uno de sus ciclos, que duran unos 3,3 años terrestres), por lo que se le califica como un cometa Matusalén. Se le estima una vida hasta el año 2050-2060: a partir de allí, se convertirá en un asteroide como (3552) Don Quixote. 
Su pérdida desmesurada de masa (solo durará unos 120 años cometarios) se debe a que este cometa sublima durante toda su órbita entera, desde afelio hasta perihelio. Actualmente, en sus mayores aproximaciones, apenas alcanza la magnitud 7, cuando otrora alcanzó las magnitudes 3 y 4. A su paso actual por el perihelio, levanta una pequeña coma de polvo y, en contadas ocasiones, una pequeña cola, síntomas de la edad avanzada de este cometa, que en 2050 se calcula que habrá agotado todo su combustible. Cuando este cometa llega a su afelio, prácticamente no se puede distinguir de las estrellas circundantes, llegando entonces a magnitudes cercanas a +17, siendo entonces casi imposible distinguirlo de un asteroide. 
El cometa 2P/Encke, ha sido observado en casi todos sus pasos por el perihelio, que son:
- 31 de enero de 1786
- 21 de diciembre de 1795
- 21 de noviembre de 1805
- 27 de enero de 1819
- 24 de mayo de 1822
- 16 de septiembre de 1825
- 10 de enero de 1829
- 4 de mayo de 1832
- 26 de agosto de 1835
- 19 de diciembre de 1838
- 12 de abril de 1842
- 10 de agosto de 1845
- 26 de noviembre de 1848
- 15 de marzo de 1852
- 1 de julio de 1855
- 18 de octubre de 1858
- 6 de febrero de 1862
- 28 de mayo de 1865
- 15 de septiembre de 1868
- 29 de diciembre de 1871
- 13 de abril de 1875
- 26 de julio de 1878
- 15 de noviembre de 1881
- 8 de marzo de 1885
- 28 de junio de 1888
- 18 de octubre de 1891
- 5 de febrero de 1895
- 27 de mayo de 1898
- 15 de septiembre de 1901
- 12 de enero de 1905
- 1 de mayo de 1908
- 19 de agosto de 1911
- 5 de diciembre de 1914
- 24 de marzo de 1918
- 13 de julio de 1921
- 31 de octubre de 1924
- 19 de febrero de 1928
- 3 de junio de 1931
- 15 de septiembre de 1934
- 27 de diciembre de 1937
- 17 de abril de 1941
- 26 de noviembre de 1947
- 16 de marzo de 1951
- 2 de julio de 1954
- 19 de octubre de 1957
- 5 de febrero de 1961
- 3 de junio de 1964
- 22 de septiembre de 1967
- 9 de enero de 1971
- 28 de abril de 1974
- 17 de agosto de 1977
- 6 de diciembre de 1980
- 27 de marzo de 1984
- 17 de julio de 1987
- 28 de octubre de 1990
- 9 de febrero de 1994
- 23 de mayo de 1997
- 9 de septiembre de 2000
- 29 de diciembre de 2003
- 19 de abril de 2007
- 6 de agosto de 2010
- 21 de noviembre de 2013
- 10 de marzo de 2017

- [NOTA: Estos datos proceden de la web de Seiichi Yoshida, denominada (comet@aerith.net) (Encke 2p)]